# استيطان القمر (علم اجتماع)

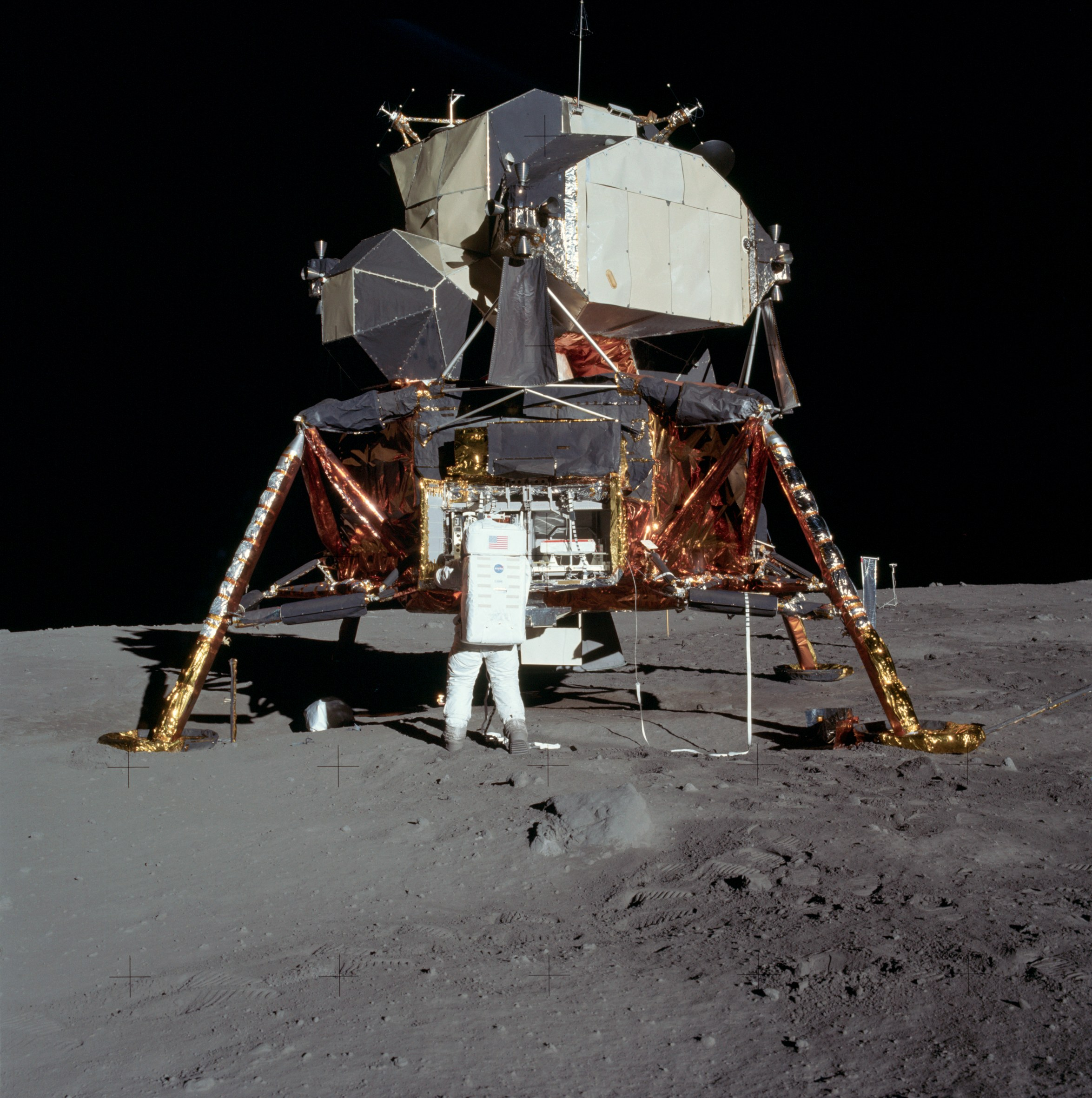
صورة لأول مركبة نزلت على سطح القمر

يشمل استيطان القمر بناء بنية مادية وإجراء نشاط اجتماعي بشري على القمر، ما يسمح للبشر باستيطان السطح. يتضمن هذا بناء مستوطنات أكثر تعقيدًا من المستوطنات السطحية الفضائية وأكثر تحديدًا من قواعد القمر التي يمكن أن تتكون من أي منشأة.

## نظرة تاريخية
صُممت مستوطنات قمرية للعديد من القواعد القمرية المختلفة المقترحة. كانت المستوطنات القمرية الوحيدة التي أقيمت على سطح القمر هي وحدات أبولو القمرية المؤقتة، مثل وحدة إيجل القمرية في قاعدة بحر السكون.

## المزايا والعيوب والمشاكل والحلول المحتملة
سيوفر بناء هياكل على سطح جرم طبيعي مصادر وافرة من المواد لبنائها، خاصةً لأغراض مثل الحماية من الأشعة الكونية. الطاقة المطلوبة لإطلاق أجسام من سطح القمر إلى الفضاء أقل بكثير من الطاقة اللازمة لإطلاق أجسام من سطح الأرض. يمكن أن يسمح هذا باستخدام القمر كمصدر لمواد البناء داخل الفضاء بين القمر والأرض. تتطلب الصواريخ التي تُطلق من القمر وقودًا محليًا أقل من الصواريخ التي تُطلق من الأرض. تتضمن بعض المقترحات استخدام أجهزة تسريع كهربائية (مسترجم) لإطلاق الأجسام عن سطح القمر دون بناء صواريخ. اقترح آخرون استخدام حبال تبادل زخم. بالإضافة إلى ذلك، يمتلك القمر بعض الجاذبية، وهو أمر مهم لنمو الأجنة البشرية وصحة الإنسان على المدى الطويل. لكن من غير المؤكد أن جاذبية القمر (التي تعادل سدس جاذبية الأرض تقريبًا) هي كافية لهذا الغرض.
بالإضافة إلى ذلك، يُعتبر القمر أقرب جرم كبير في النظام الشمسي إلى الأرض. في حين تقترب بعض الكويكبات العابرة من الأرض من حين لآخر، فإن بعد القمر هو دائمًا ضمن نطاق صغير قريب من 384400 كيلومتر. هذا القرب له عدة مزايا:
يتيح بناء مرافق رصدية على القمر من المواد القمرية العديد من فوائد المرافق الفضائية دون الحاجة إلى إطلاقها إلى الفضاء. على الرغم من أن التربة القمرية تمثل مشكلةً للأجزاء المتحركة من التلسكوبات، يمكن خلطها مع أنابيب نانوية كربونية وإيبوكسيات لبناء مرايا يصل قطرها إلى 50 مترًا. القمر قريب نسبيًا، الرؤية الفلكية ليست مصدر قلق، إذ إن بعض الفوهات القريبة من القطبين مظلمة وباردة بشكل دائم، وبالتالي فهي مفيدة بشكل خاص لمراصد الأشعة تحت الحمراء؛ كما ستكون التلسكوبات الراديوية على الجانب البعيد من القمر معزولةً عن الإشعاعات الراديوية القادمة من الأرض. يمكن بناء تلسكوب سمتي رخيص على القمر باستخدام سائل أيوني.
يمكن أن تتعرض مزرعة على القطب الشمالي للقمر لثماني ساعات من أشعة الشمس يوميًا خلال الصيف المحلي عن طريق تدوير المحاصيل داخل وخارج ضوء الشمس الذي يسطع طوال الصيف. يمكن توفير درجة حرارة مفيدة وحماية من الإشعاع وحشرات للتلقيح وجميع احتياجات النباتات الأخرى صناعيًا خلال الصيف المحلي. اقترحت إحدى التقديرات أن مزرعة فضائية بمساحة 0.5 هكتار يمكن أن تطعم 100 شخص.
هناك عدة من العيوب و/أو المشاكل المتعلقة باستيطان القمر:
ستعيق الليالي القمرية الطويلة الاعتماد على الطاقة الشمسية وسيتوجب تصميم المنشآت المعرضة لأشعة الشمس الاستوائية لتتحمل درجات حرارة قصوى (نحو 95 كلفن (178.2 درجة مئوية تحت الصفر) إلى نحو 400 كلفن (127 درجة مئوية)). تُستثنى من ذلك «قمم الضوء الأبدي» كما تُسمى الموجودة في القطب الشمالي للقمر والتي تتعرض لأشعة الشمس باستمرار. تتعرض حافة فوهة شاكلتون، باتجاه القطب الجنوبي للقمر، لإضاءة شمسية شبه ثابتة. يمكن الاعتماد على المناطق الأخرى القريبة من القطبين المُعرضة لأشعة الشمس في معظم الوقت لتوليد الكهرباء. يُعتقد أن درجة الحرارة على عمق متر واحد تحت سطح القمر هي ثابتة تقريبًا خلال الشهر وتتراوح باختلاف خط العرض من 220 كلفن تقريبًا (53 درجة مئوية تحت الصفر) عند خط الاستواء إلى نحو 150 كلفن (123 درجة مئوية تحت الصفر) عند القطبين. يمكن استخدام فرق الحرارة هذا كخزان حراري.
يفتقر القمر بدرجة كبيرة للعناصر المتطايرة، مثل النيتروجين والهيدروجين. كما يفتقر القمر للكربون، الذي يشكل أكاسيد متطايرة. قام عدد من الروبوتات بما في ذلك لونار بروسبكتر بجمع أدلة على وجود الهيدروجين بشكل عام في قشرة القمر بما يتفق مع ما هو متوقع من الرياح الشمسية، كما رُصدت تركيزات أعلى من الهيدروجين بالقرب من القطبين. كان هناك بعض الجدال حول ضرورة أن يكون الهيدروجين على شكل ماء. أثبتت مهمة إلكروس التي اُطلِقت عام 2009 وجود مياه على سطح القمر. هذه المياه متجمدة وربما تكون مخلوطةً مع بلورات صغيرة في الحطام الصخري في منطقة أكثر برودة لم تُستكشف من قبل. عُثر على مواد متطايرة متجمدة أخرى تحتوي على الكربون والنيتروجين في نفس المناطق الباردة. إذا لم يُعثر على وسائل مناسبة لاستعادة هذه المواد المتطايرة على القمر، فسيتوجب علينا استيرادها من مصدر آخر لدعم الحياة والعمليات الصناعية. كما سيتوجب إعادة تدوير المواد المتطايرة. هذا من شأنه أن يحد من أي نمو في المستوطنات ويبقيها معتمدةً على الواردات. من الممكن تخفيض تكاليف النقل باستخدام مصعد فضائي على سطح القمر إذا أمكن بناؤه.